# Đường Nguyễn Huệ, Thành phố Hồ Chí Minh
Đường Nguyễn Huệ là một tuyến đường tại Quận 1, trung tâm Thành phố Hồ Chí Minh, chạy từ Trụ sở Ủy ban nhân dân Thành phố đến Bến Bạch Đằng, bờ sông Sài Gòn. Hiện nay chính giữa con đường này là một quảng trường đi bộ rộng 27 m được đưa vào sử dụng từ năm 2015, là quảng trường đi bộ đầu tiên của Việt Nam.
Đường Nguyễn Huệ bắt đầu từ đường Lê Thánh Tôn ngay đối diện Trụ sở Ủy ban nhân dân Thành phố Hồ Chí Minh, cắt qua các con đường Lê Lợi, Nguyễn Thiệp, Tôn Thất Thiệp, Mạc Thị Bưởi, Huỳnh Thúc Kháng, Ngô Đức Kế, Hải Triều và kết thúc tại đường Tôn Đức Thắng đối diện với công viên Bến Bạch Đằng.

## Lịch sử

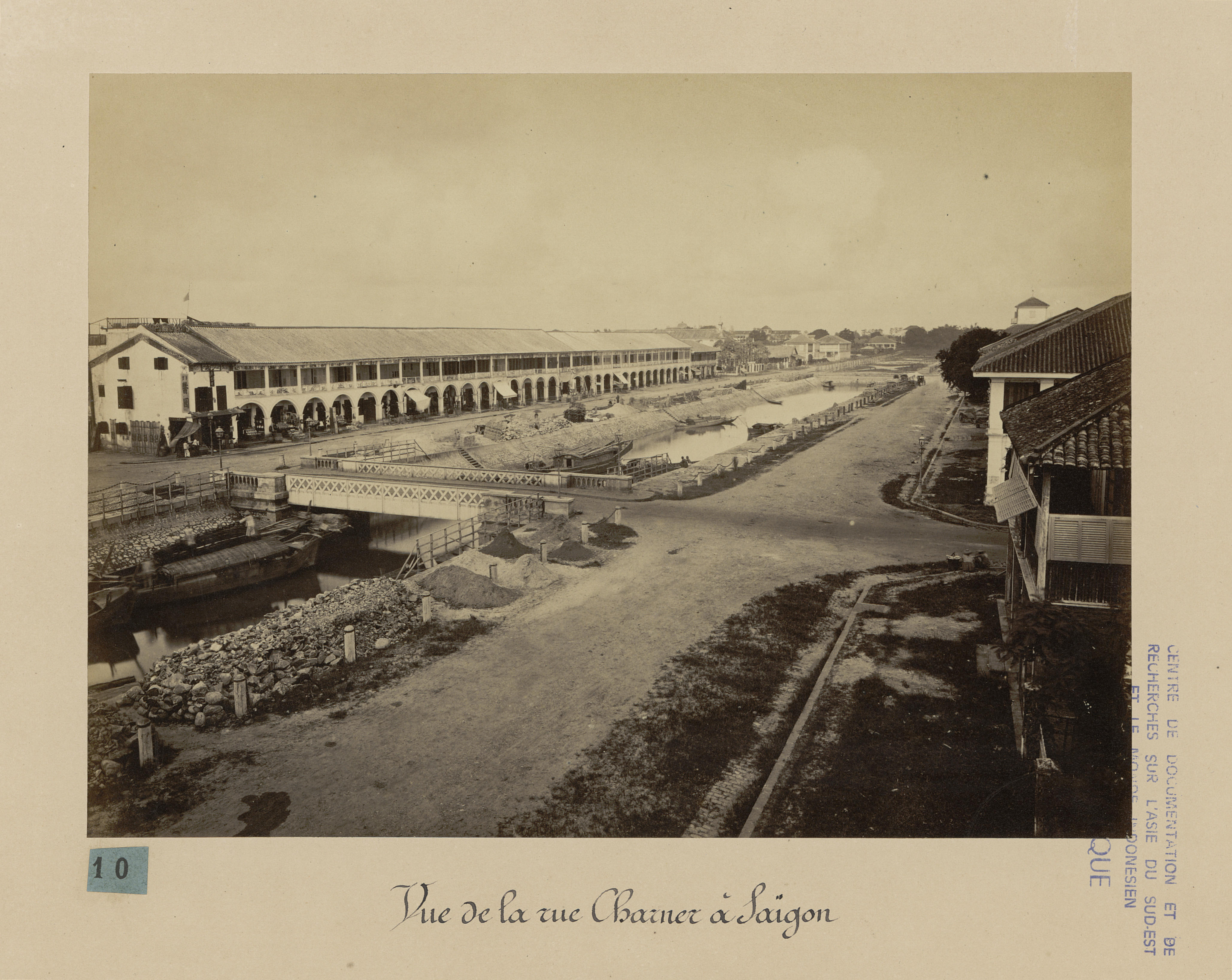
Đường Charner và con kênh vào thập niên 1870

Đường này xưa là một con kênh có tên là Kinh Lớn (tiếng Pháp: Grand Canal) nối sông Sài Gòn với thành Bát Quái, tòa thành do Nguyễn Ánh xây dựng tại Gia Định năm 1790. Người dân còn gọi kênh là kinh Chợ Vải do nơi đây tập trung buôn bán vải vóc. Khi quy hoạch lại đô thị, ban đầu người Pháp vẫn giữ lại kênh này, hai con đường cặp theo kênh được đặt là đường số 18. Đến tháng 2 năm 1865, một đường được đặt tên là Quai Charner và đường kia là Quai Rigault de Genouilly. Chợ Bến Thành cũ do người Pháp xây dựng lúc bấy giờ cũng nằm bên con kênh này nên ghe tàu đi lại trên kênh rất tấp nập.
Về sau, do kênh bị ô nhiễm nên một số cư dân đã đề nghị lấp lại. Việc này đã được Hội đồng thành phố Sài Gòn bấy giờ thảo luận trong một thời gian dài. Cuối thập niên 1860, chính quyền đã cho lấp đoạn trên của kênh (từ đường Lê Thánh Tôn đến đường Mạc Thị Bưởi ngày nay), đến năm 1887 thì lấp toàn bộ và xây dựng thành đại lộ Charner; tuy nhiên cho đến thập niên 1930 người dân vẫn quen gọi là đường Kinh Lấp. Từ năm 1926, ở giữa đại lộ có một dải phân cách trồng cỏ phân đại lộ làm hai, do thị trưởng Rouelle cho làm. Năm 1955, chính quyền Việt Nam Cộng hòa đổi tên đại lộ Charner thành đại lộ Nguyễn Huệ, tên gọi này được giữ nguyên cho đến ngày nay.

## Thế kỷ 21

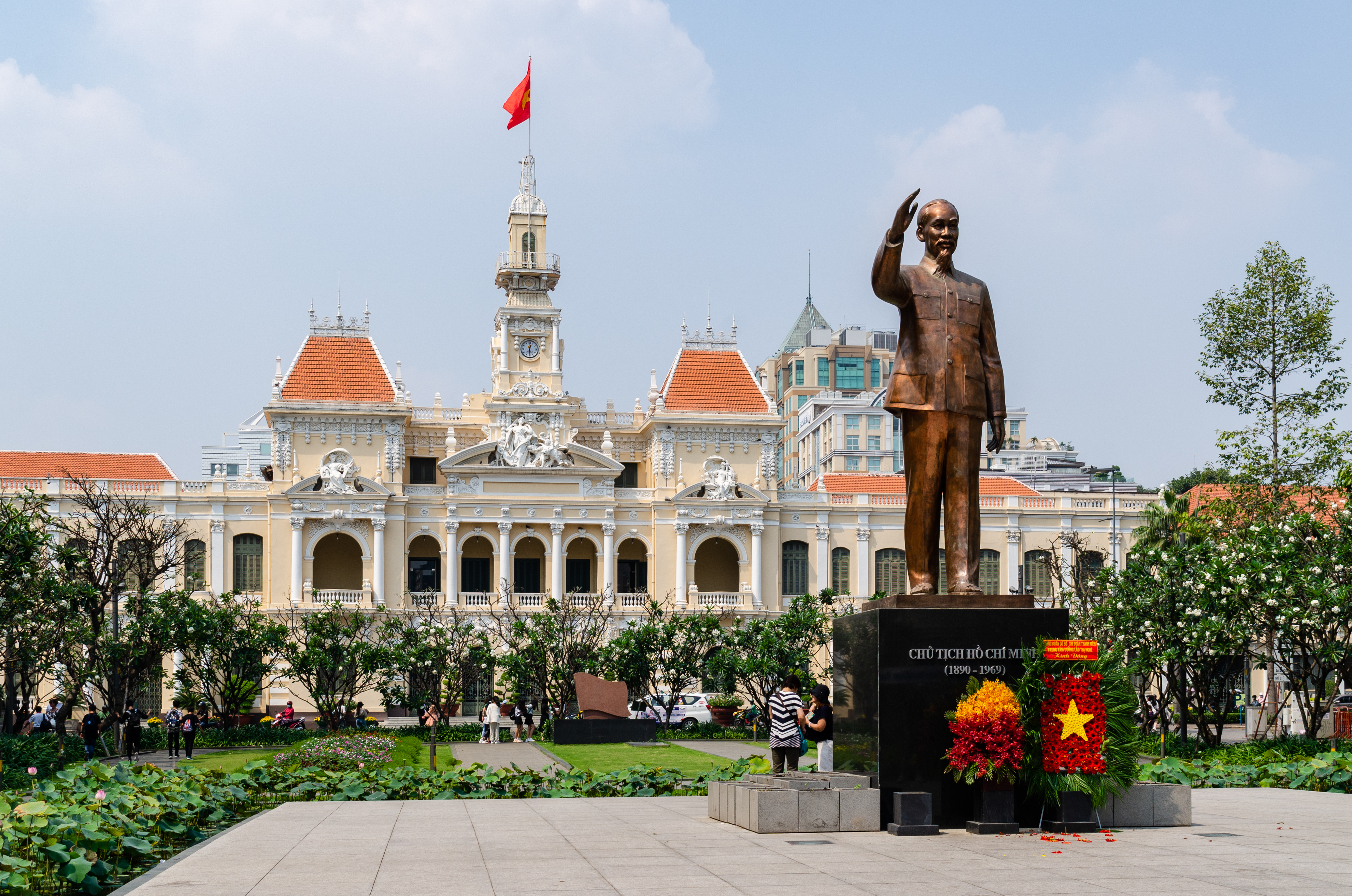
Tượng đài Chủ tịch Hồ Chí Minh tại phố đi bộ Nguyễn Huệ, tượng đứng này được khánh thành năm 2015

Tháng 10 năm 2014, chính quyền Thành phố Hồ Chí Minh đóng đường Nguyễn Huệ để thi công cải tạo thành phố đi bộ. Theo thiết kế, công trình có chiều dài 670 m từ đường Lê Lợi đến đường Tôn Đức Thắng, với các hạng mục chính gồm: mặt đường và vỉa hè được nâng cấp, cải tạo, lát đá granite; hệ thống các công trình hạ tầng kỹ thuật (cấp thoát nước, cấp điện, cây xanh và mảng xanh, hệ thống chiếu sáng công cộng và chiếu sáng nghệ thuật...), đài phun nước; trung tâm ngầm điều khiển ánh sáng, nhạc nước, âm thanh, camera, nhà vệ sinh công cộng... Phố đi bộ Nguyễn Huệ chính thức hoạt động từ ngày 29 tháng 4 năm 2015.

## Bùng binh

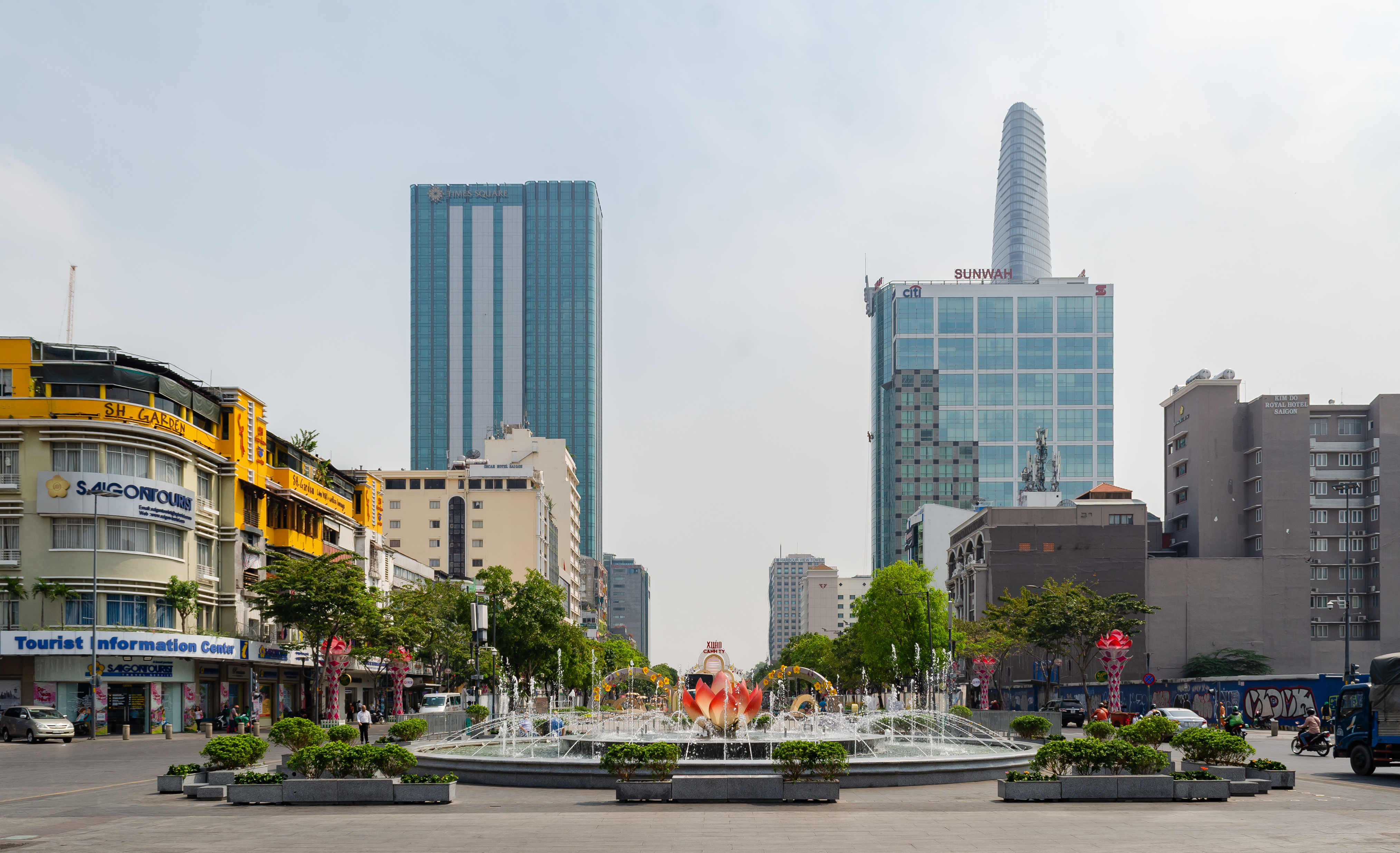
Bùng binh và Đài phun nước năm 2020

Ngã tư giữa đại lộ Nguyễn Huệ và đại lộ Lê Lợi thời Pháp thuộc có xây một cái bùng binh (còn gọi là bồn binh, nay gọi là vòng xoay giao thông hay là Giao lộ Nguyễn Huệ – Lê Lợi). Theo các nhà nghiên cứu thì đây là hình thức bùng binh xuất hiện đầu tiên ở Sài Gòn. Ban đầu, nó là một cái bệ cao hình bát giác. Mỗi chiều thứ bảy, tại bệ này có mấy chú lính san đá trỗi nhạc Tây cho người dân thưởng thức, còn gọi tên dân dã là Bùng binh Bồn Kèn. Sau đó, bùng binh được sửa chữa thành một vòng xoay giao thông, có đài phun nước ở giữa, xung quanh trồng những cây liễu nhẹ nhàng, thướt tha, đẹp và rất thanh thoát, nên còn gọi là Bùng binh cây liễu.
Đến năm 2015, khi Đại lộ Nguyễn Huệ được cải tạo, khu vực này được san lấp bằng phẳng và biến thành nơi trình diễn nhạc nước. Nhưng rồi đến năm 2019, khu vực này lại tiếp tục được thiết kế và xây dựng lại thành đài phun nước, với một hồ nước hình tròn mang hình ảnh của bùng binh Bồn Kèn của Sài Gòn xưa.

## Đường hoa Nguyễn Huệ

Một góc đường hoa Nguyễn Huệ Tết Bính Thân 2016

Từ năm 1960, con đường này có chợ hoa xuân vào mỗi dịp Tết Nguyên Đán, là nơi tập trung mua bán hoa tết cây cảnh. Nhà vườn tập kết hoa ở Bến Bạch Đằng sau đó phân bổ vào từng ô đã quy định sẵn trên đường Nguyễn Huệ. Cho đến giữa thập niên 1990, đây vẫn là chợ hoa xuân chính của người dân Thành phố Hồ Chí Minh. Tuy nhiên vào khoảng năm 2000, để lập lại trật tự an toàn giao thông, thành phố quyết định không tổ chức chợ hoa trên đường Nguyễn Huệ và chuyển chợ hoa sang công viên 23 tháng 9. Năm 2004, thành phố khôi phục chợ hoa nhưng không còn chức năng mua bán mà thay vào đó con đường hoa được bày biện, sắp đặt công phu cho khách du xuân thưởng ngoạn. Cũng từ năm này, cứ đến dịp Tết Nguyên Đán, đường hoa Nguyễn Huệ lại được mở đón khách với từng chủ đề, ý tưởng khác nhau.

## Phố đi bộ Nguyễn Huệ

Phố đi bộ Nguyễn Huệ (tháng 1 năm 2016)

Ngày 29 tháng 4 năm 2015, chính quyền Thành phố Hồ Chí Minh khánh thành công trình quảng trường đi bộ Nguyễn Huệ với chiều dài 670 mét, rộng 64 mét. Toàn bộ trục đường từ trụ sở Ủy ban Nhân dân Thành phố đến Bến Bạch Đằng được lát đá granite với 2 đài phun nước và hệ thống cây xanh. Bên dưới quảng trường có hệ thống ngầm gồm trung tâm theo dõi, trung tâm điều khiển nhạc nước, ánh sáng, hệ thống nhà vệ sinh hiện đại… Mỗi ngày có hàng nghìn lượt người đến tham quan, vui chơi, chụp ảnh tại phố đi bộ Nguyễn Huệ. Mặc dù nhiều người gọi là phố đi bộ, nhưng thực tế xe cộ vẫn được chạy trên hai bên đường của đại lộ Nguyễn Huệ (ngoại trừ buổi tối thứ Bảy và Chủ nhật).

## Những tòa nhà nổi bật trên đường
- Nhà hát Lớn
- Trụ sở Ủy ban Nhân dân Thành phố
- Union Square, Trung tâm mua sắm - khách sạn với 4 mặt Lê Lợi - Đồng Khởi - Lê Thánh Tôn - Nguyễn Huệ,  trước kia là Thương xá Eden (1930-2010)[17] và Vincom Center A (2012-2018)
- Khách sạn Rex, 141 đường Nguyễn Huệ
- Thương xá TAX, 135 Nguyễn Huệ
- Sunwah Tower, 115 Nguyễn Huệ
- Kho bạc Nhà nước Thành phố Hồ Chí Minh, 37 Nguyễn Huệ
- Tòa nhà Saigon Times Square, The Reverie Saigon Hotel, số nhà 22-36 đường Nguyễn Huệ